# مارجوري بيرس
مارجوري بيرس (بالإنجليزية: Marjorie Pierce) هي مهندسة معمارية أمريكية، ولدت في 1900، وتوفيت في 7 ديسمبر 1999.